# Scopula sanguinifissa
Scopula sanguinifissa är en fjärilsart som beskrevs av Claude Herbulot 1955. Scopula sanguinifissa ingår i släktet Scopula och familjen mätare. Inga underarter finns listade.